# Чопорті
Чопорті (груз. ჭოპორტი) — село в Грузії.
За даними перепису населення 2014 року в селі проживає 833 особи.